# Wilhelm Christian Müller

Wilhelm Christian Müller.

Wilhelm Christian Müller, född den 7 mars 1752 i Wasungen nära Meiningen, död den 13 juli 1831 i Bremen, var en tysk musikskriftställare och tonsättare.
Müller studerade teologi i Göttingen. Han uppehöll sig 1777 som hjälppredikant i Kiel och i Altona. Müller blev 1784 lärare vid Lutherska Lyceum och musikdirektör vid domkyrkan l Bremen. Han verkade som musikskriftställare i Allgemeine musikalische Zeitung och i Cæcilia. Müller utgav bland annat Versuch einer Geschichte der Tonkunst in Bremens, infört i Hanseatisches Magazin 1799, Briefe aus Italien an deutsche Freunde (2 delar, 1820) ochAesthetisch-historische Einleitung in die Wissenschaft der Tonkunst (2 delar, 1830). Han komponerade kyrkomusik och sånger.